# Graafschap Eberstein

Stamwapen

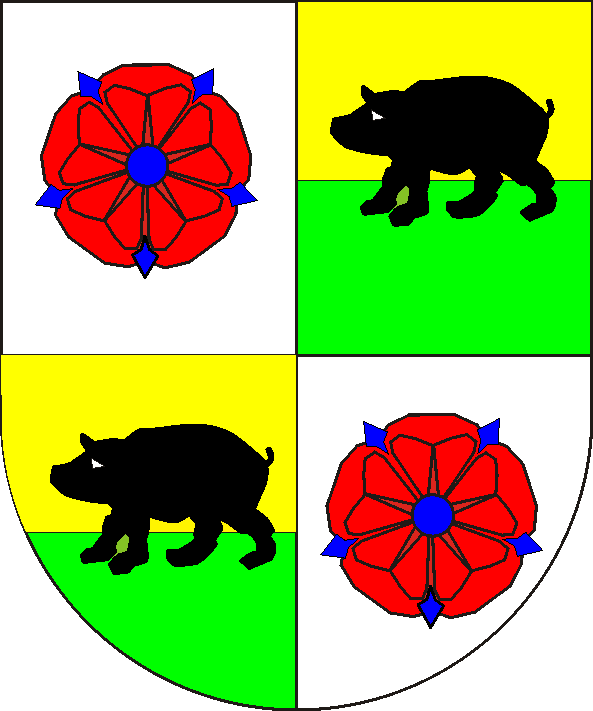
graafschap Eberstein; 1,4: Alt-Eberstein; 2,3: Neu-Eberstein

Het graafschap Eberstein was een tot de Zwabische Kreits behorend graafschap binnen het Heilige Roomse Rijk.  De burchtruïne Alt-Eberstein ligt thans in een stadsdeel van Baden-Baden met de naam Ebersteinburg.
In 1085 werden de edelen van Eberstein voor het eerst vermeld. Zij zijn de belangrijkste leenmannen van het bisdom Spiers op de rechter Rijnoever en bouwen een belangrijke heerlijkheid op in het noorden van het Zwarte Woud. In de twaalfde eeuw stichtten zij de kloosters Herrenalb en Frauenalb. Omstreeks 1200 werden zij tot graaf verheven.
In de tweede helft van de dertiende eeuw begon de neergang van de dynastie ten gevolge van onenigheden in de familie en erfkwesties. In 1283 verkocht Otto II van Eberstein de stamburcht Alteberstein aan zijn zwager, markgraaf Rudolf van Baden en hij verlegde zijn zetel naar de bij Gernsbach gebouwde burcht Neu-Eberstein.
In 1387 moest Wolf van Eberstein de helft van zijn graafschap aan markgraaf Rudolf van Baden verkopen. Deze verkoop werd noodzakelijk omdat een vete met Württemberg tot grote schulden had geleid.
In 1505 sloot graaf Bernhard een verdrag met Baden, waardoor het graafschap gemeenschappelijke bezit werd.
Toen het geslacht in 1660 met graaf Casimr uitstierf, kwam Eberstein in volledig bezit van het markgraafschap Baden-Baden.
Nakomelingen van een aantal erfdochters maakte ook aanspraken op de erfenis. Jan van Bronkhorst-Gronsveld en Maximiliaan van Wolkenstein verkopen hun aanspraken in 1673 aan het bisdom Spiers. Het hertogdom Württemberg stond de geërfde leenshoogheid in 1753 af aan Baden.